# Dirinaria sekikaica
Dirinaria sekikaica är en lavart som beskrevs av Elix. Dirinaria sekikaica ingår i släktet Dirinaria och familjen Physciaceae.   Inga underarter finns listade i Catalogue of Life.